# Kalanchoe ballyi
Kalanchoe ballyi är en fetbladsväxtart som beskrevs av R.-hamet och Georg Cufodontis. Kalanchoe ballyi ingår i släktet Kalanchoe och familjen fetbladsväxter. Inga underarter finns listade i Catalogue of Life.